# Geomorphologie

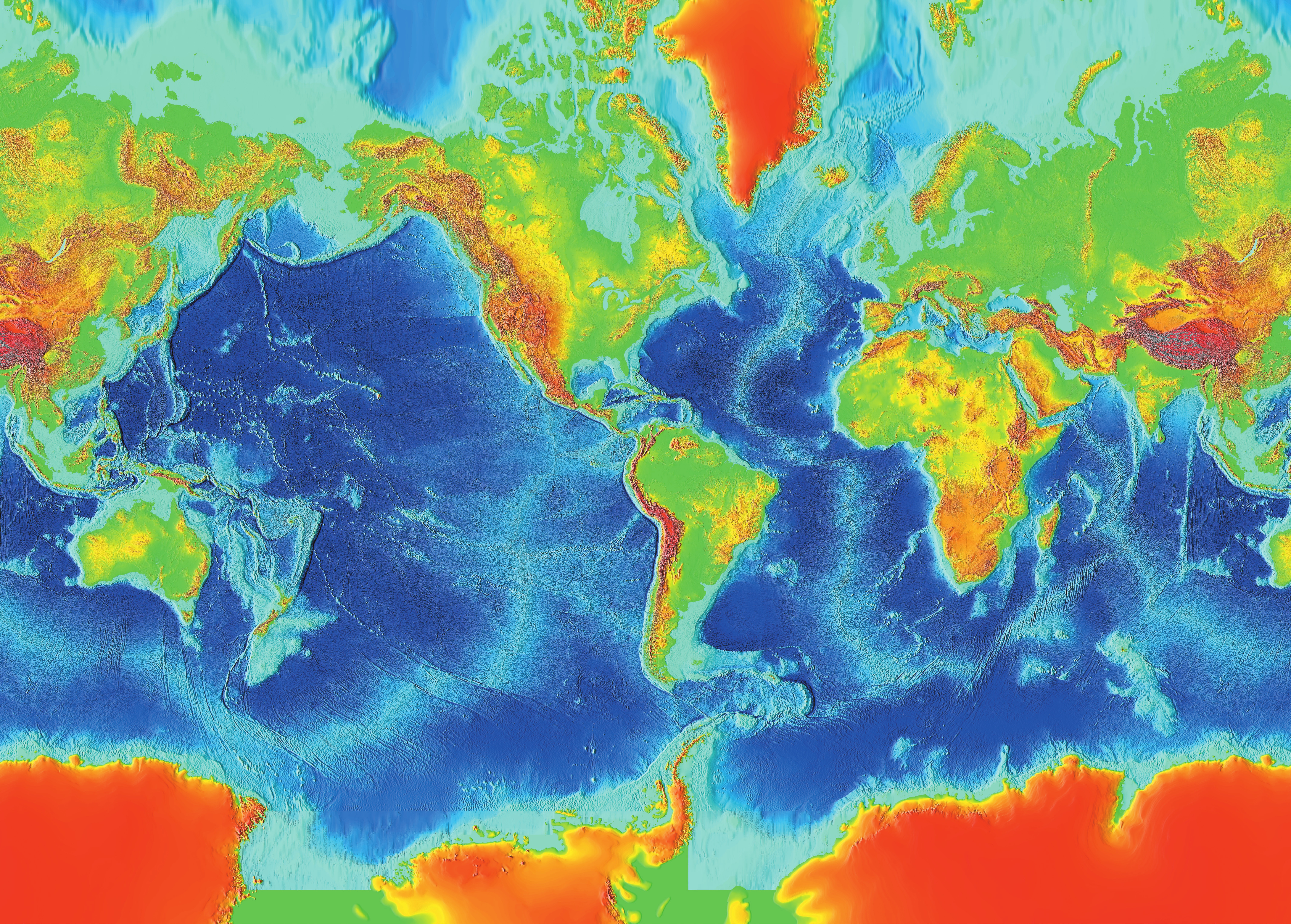
Die Oberflächenform der Erde

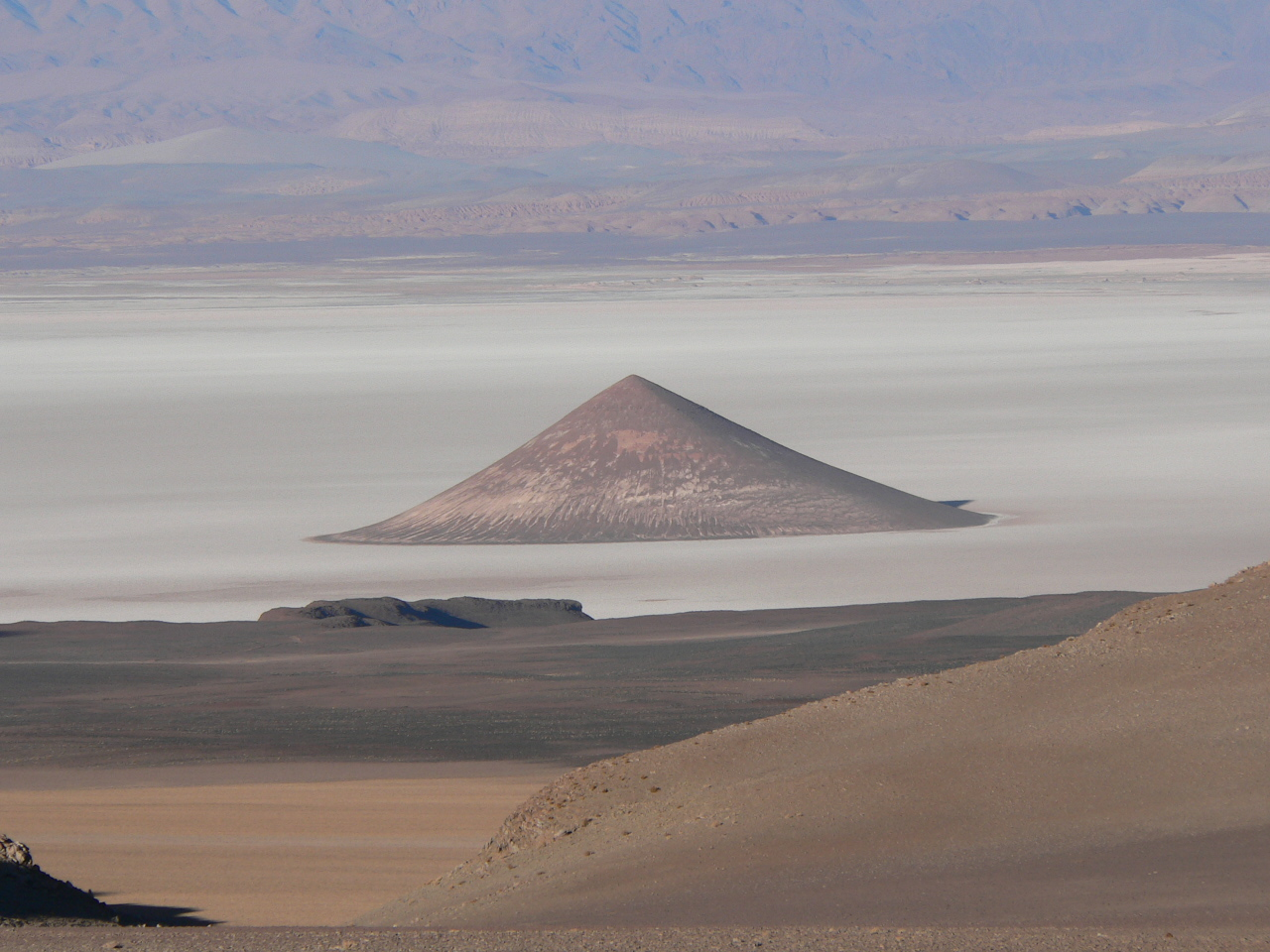
Cono de Arita im Salar de Arizaro, Salta (Argentinien), eine Sandstein-Formation.

Die Geomorphologie (von altgriechisch γῆ ge, deutsch ‚Erde‘, μορφή morphé, deutsch ‚Gestalt‘, ‚Form‘ und λόγος lógos, deutsch ‚Wort‘, ‚Lehre‘, ‚Vernunft‘) oder Landformenkunde ist ein Teilgebiet der Physischen Geographie und untersucht die Formen und formbildenden Prozesse der Oberfläche nicht nur der Erde, sondern auch jene des Mondes, des Mars und anderer Planeten. Hierbei gibt es Überschneidungen mit anderen Geowissenschaften wie der Geologie, der Kartografie, der Bodenkunde und der Klimatologie.

## Das Forschungsgebiet
Die Geomorphologie untersucht die Zusammenhänge und gegenseitigen Beeinflussungen von Lithosphäre (von altgriechisch λίθος líthos, deutsch ‚Stein‘ und σφαίρα sphaira, deutsch ‚Kugel‘), Atmosphäre (von griechisch ἀτμός atmós, deutsch ‚Luft‘, ‚Dampf‘), Hydrosphäre (von griechisch ὕδωρ hýdor, deutsch ‚Wasser‘), Kryosphäre (von altgriechisch κρύος krýos, deutsch ‚Eiskälte, Frost, Eis‘), Pedosphäre (von griechisch πέδον pédon, deutsch ‚Boden‘) und Biosphäre (von griechisch βίος bíos, deutsch ‚Leben‘). Diese werden im geomorphologischen Kontext zur Reliefsphäre zusammengefasst.
Ein entscheidender Faktor für das Verständnis der Geomorphologie ist die Kenntnis des derzeitigen Klimas und seiner Ausprägungen in vergangenen Erdzeitaltern. Die Veränderungen des Formenschatzes in Verknüpfung mit klimatologischen Veränderungen der jüngeren Erdgeschichte werden von der Klimageomorphologie untersucht.
Die Untersuchung der feineren Gestaltung der Oberflächenformen durch exogene Prozesse (Abtragungsvorgänge) steht im Vordergrund, die Geologie liefert wichtiges Hintergrundwissen vor allem für die endogene Formbildung (Tektonik, Seismik, Vulkanismus).

## Fachgebiete
Die Geomorphologie umfasst unter anderem die fünf Teilbereiche:
- Geomorphographie: Beschreibung des Reliefs
- Geomorphometrie: Messung des Reliefs durch Ermittlung von Neigung, Wölbung und Exposition (Himmelsrichtung)
- Geomorphogenese: erdgeschichtliche Entwicklung des Reliefs
- Geomorphodynamik: Beschäftigung mit reliefprägenden vergangenen und aktuellen Prozessen
- Geomorphochronologie beschäftigt sich mit der Altersbestimmung (Datierung) und Einordnung der Formen in erdgeschichtliche Abläufe.

## Geomorphologische Karte
Die Landschaftsinhalte (Relief, landschaftsprägende Prozesse, erdgeschichtliche Einordnung) können auf einer Geomorphologischen Karte (GMK) zusammenfassend dargestellt werden. Die Deutsche Forschungsgemeinschaft (DFG) hat seit 1976 mit mehreren Forschungsprojekten die Entwicklung einer allgemeinen Methodik zur Erstellung einer GMK gefördert. Im Rahmen des GMK-Schwerpunktprogramms „Geomorphologische Detailkartierung in der Bundesrepublik Deutschland“ wurden bis 1985 für typische Landschaften Deutschlands exemplarisch eine größere Anzahl geomorphologische Kartenblätter in den beiden Maßstäben 1:25.000 (GMK25: 26 Karten) und 1:100.000 (GMK100: 8 Karten) mit Erläuterungen erstellt, so z. B. für Küstengebiete, glaziale Jungmoränenlandschaften, Mittelgebirge und Hochgebirgslandschaften, sowie fluvial geprägte Flusslandschaften. Die dabei entwickelte Methodik ist allgemein geeignet, geomorphologische Karten in allen Landschaftstypen der Erde zu kartieren.
Einen Überblick über das Gesamtprojekt gibt Stäblein, 1978. Auch großmaßstäbige Karten, z. B. GMK 1:12.500 sind damit möglich und erlauben es dann, die Landschaftsformen und -prozesse noch detailreicher darzustellen. Grundlage einer Geomorphologischen Karte sind die wichtigsten Elemente der Topographischen Karte. Dazu kommen einzelne Informationsschichten in Form von Schraffuren, Symbolen sowie Flächenfarben. Hangneigungen, Substrate und Oberflächengesteine werden in Schraffuren dargestellt, die Morphographie und Morphodynamik (Prozesse und Prozessbereiche, Wölbungslinien, Täler und Tiefenlinien sowie Einzelformen) durch Symbole. Die Morphogenese ist durch Flächenfarben dargestellt, die Hydrographie in Blau. Alle 34 geomorphologischen Karten aus dem GMK-Schwerpunktprogramm der DFG sind mit den Begleitbänden/Ergänzungsheften online verfügbar.
Mit der entwickelten Methodik wird dem Geomorphologen ein Werkzeug mit klar definierten Richtlinien für die Kartierung in die Hand gegeben. Für die Landschaftsplanung, die Einschätzung von Naturgefahren oder Grundwasservorkommen können Geomorphologische Karten ein nützliches Hilfsmittel mit planerisch wichtiger Information sein.

## Geschichte

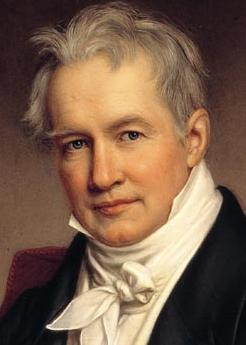
Alexander von Humboldt
Gemälde von Joseph Stieler, 1843

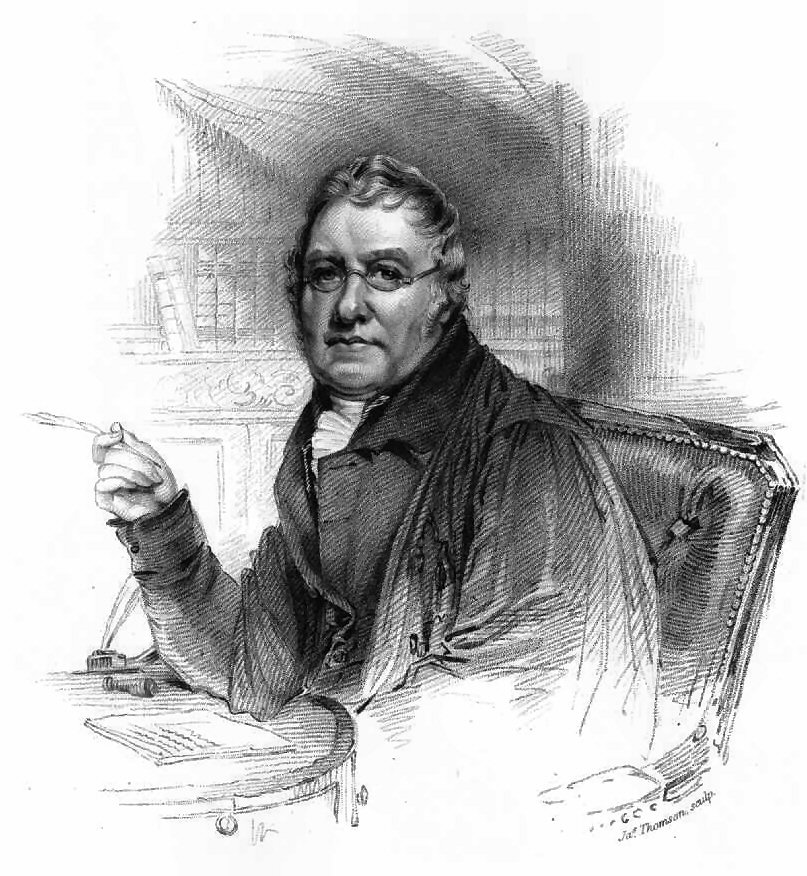
John Playfair

Erste Ansätze und Gedanken zu Formenschatz und Formenbildung der Erdoberfläche wie Vulkanentstehung, Erdbeben, Küstenentwicklung sowie zu fluvialen Prozessen und Talbildung wurden, z. B. von Strabon und Seneca, seit dem 6. Jahrhundert v. Chr. bereits in der Antike formuliert. Während des Mittelalters war der Fortschritt wie in den meisten Wissenschaften marginal.
Die Geschichte der Geomorphologie im heutigen Sinne reicht bis zum Ende des 18. Jahrhunderts zurück. Die neue Wissenschaft entwickelte sich aus den Anfängen der modernen Geologie. Frühe, unter heutigen Gesichtspunkten geomorphologische Fragestellungen bearbeiteten z. B. James Hutton und John Playfair (Glazialerosion, 1802), Charles Lyell, der Huttons Konzept des Aktualismus weiterverbreitete, sowie Alexander von Humboldt in Veröffentlichungen über seine Südamerika-Expedition. Die Geomorphologie als eigenständige Disziplin existierte damals jedoch noch nicht. 1858 verwendet Carl Friedrich Naumann in seinem Lehrbuch der Geognosie erstmals die Bezeichnung „Morphologie der Erdoberfläche“. In der Folgezeit gaben Wissenschaftler wie Andrew Ramsay mit der ersten wissenschaftlichen Bearbeitung von fluvialen und marinen Abtragungsvorgängen sowie William Morris Davis mit seinem Erosionszyklus dem Forschungsgebiet neue Impulse. In Deutschland taten sich Ferdinand von Richthofen, Alfred Hettner und Albrecht Penck hervor. Letzterer veröffentlichte 1894 in zwei Bänden das erste Standardwerk Morphologie der Erdoberfläche. Es wurde jedoch von der Fachwelt zunächst nur sporadisch beachtet und erlangte erst einige Jahrzehnte später größere Bekanntheit. Weitere Vertreter der Geomorphologie in Deutschland waren Walther Penck, der Sohn von Albrecht Penck, sowie Heinrich Schmitthenner und Julius Büdel.

## Medien
- Reinhard Zeese: Landformen der Erde. Ein digitaler Bildatlas. DVD, LEB, Brühl.